# Семантичке улоге
Семантичке улоге (агенс, пацијенс, доживљавач и сл.) јесу уопштени називи којима се означавају учесници у реченици, односно њоме денотираној ситуацији.

## Кратак преглед теоријских модела
За увођење семантичких улога у модерну лингвистику заслуга се обично приписује Ч. Филмору и његовој Падежној граматици (The Case for Case). Његова концепција падежне граматике појавила се крајем 60-их година као модификација тада актуелне верзије трансформационо-генеративне граматике Н. Чомског и инсистирала је на томе да ниво дубинске структуре трасформационо-генеративног модела треба заменити, или барем допунити, још дубљим нивоом, који би чинила семантичка репрезентација реченице. За семантичке улоге Филмор употребљава термин дубински падежи (енг. deep cases). У оквиру падежне граматике појављују се и други теоријски модели, као на пример локалистички модел Џ. Андерсона и матрични модел Џ. Кука.
У централној струји генеративизма (лингвистички ангажман Н. Чомског и његових следбеника) семантичке улоге почињу да заузимају битно место почетком 80-их година, када је почела да се профилише Теорија управљања и везивања. За семантичке улоге користе се термини тематске релације (енг. thematic relations), односно тематске улоге (енг. thematic roles), и скраћено Θ-улоге, тета улоге (енг. Θ-roles, theta-roles) (централна и најважнија улога јесте тема (енг. theme), по којој се и све остале семантичке релације у клаузи називају тематским).
У оквиру функционалне граматике профилисали су се различити теоријски модели као што су Функционална граматика (Functional Grammar) С. Дика или Системско-функционална граматика (An Introduction to Functional Grammar) М. Халидеја. У теоријском моделу С. Дика семантичке улоге носе назив семантичке функције и чине један од три нивоа функционалних односа у реченици (друга два чине синтаксичке функције, те прагматичке). Халидеј у својој функционалној граматици издваја различите типове процеса и њима одговарајуће партиципантске функције.
У когнитивној граматици Р. Лангакера семантичке улоге се прихватају као важан концепт, те се користе када је потребно остварити „опипљивији концептуални однос“ у односу на апстрактније појмове трајектора и оријентира. Међутим, као далеко универзалније концепте Лангакер истиче већ поменути трајектор и оријентир (концепт семантичких улога није искључен трајектором и оријентиром, већ се ради о компатибилно употребљивим концептима који се у когнитивној граматици упоредо користе).

## Репертоар семантичких улога
Семантичке улоге јесу уопштени називи којима се означавају учесници у реченици, односно њоме денотираној ситуацији. Већина аутора, почев од Филмора, слаже се у захтеву да њихова листа треба да буде, барем у принципу, универзално применљива на све језике, коначна и релативно кратка. Увећање инвентара семантичких улога води ка њиховој претераној спецификацији, а сужавање води ка претераној генерализацији; и једно и друго смањују њихову употребљивост. Међутим, још увек је отворено питање како одредити поуздан критеријум којим би се дефинисао прави степен генерализације и који би произвео коначан и довољан скуп семантичких улога. Неке од семантичких улога које се у литератури третирају као важније јесу следеће.
1. Агенс је покретач акције исказане глаголом. Типичано је то човек – свесно живо биће које делује својом вољом и контролише догађај, и притом се (по)креће (1). Мање типични агенси могу бити предмети који се крећу (2).
(1) Мика трчи.
(2) Земља се окреће око Сунца.
2. Пацијенс је погођен акцијом исказаном глаголом и трпи промену стања или места. Типичан пацијенс је предмет – ентитет који је нежив (несвестан и невољан, не може се кретати) [3, 4]. 
(3) Мика и његов тата су сазидали кућу.
(4) Кућа је сазидана.
3. Доживљавач је типично човек; он доживљава емотивне и менталне процесе или прима чулни утисак. 
3.1. Доживљавач емоција (5) и когнитивних процеса (6)
(5) Пера обожава Марију.
(6) Марија се присећа свог детињства.
3.2. Опажач чулног утиска је типично човек; он је свестан чулног утиска, али га може примати вољно (7) или невољно (8).
(7) Пера слуша цвркут птица.
(8) Пера чује цвркут птица.
4. Носилац стања и особине је особа или предмет коме се приписује одређено физичко стање или особина (10).
(9) Врата су поломљена.
(10) Милош је храбар.
5. Средство је типично предмет; њиме агенс рукује да би утицао на пацијенса (кроз њега се енергија преноси с агенса на пацијенс).
(11) Пера је кључем отворио врата.
6. Проузроковач стања невољно проузрокује догађај или стање; типично су то непогоде (нпр. временске [12]), али може бити и особа (13).
(12) Ветар је уништио усеве.
(13) Мика ме задивљује.
7. Реципијент је типично особа; она прима ентитет – конкретан (14) или апстрактан (15).
(14) Марко је примио награду за изузетан успех.
(15) Објаснио ми је како да нађем прави пут.
8. Бенефицијар / малефицијар је типично особа која прима корист (16) / трпи штету (17, 18) у датој ситуацији, али не учествује у њој директно.
(16) Мајстор нам је поправио телевизор. 
(17) Покварио нам се телевизор.
(18) Угинуо ми је пас.

## Мапирање семантичких улога на реченичне конституенте
Ситуација и њени учесници приказују се предикатском реченицом, при чему се семантичке улоге пресликавају на реченичну структуру помоћу одговарајућих реченичних конституената. Тако:
1. агенс се исказује граматичким субјектом у активној реченици (19а) или агентивном одредбом / допуном у пасивној (19б);
(19а) Књигу је издао Нолит.
(19б) Књига је издата од (стране) Нолита.
2. пацијенс се исказује правим објектом у активној (20а), а граматичким субјектом у пасивној реченици (20б);
(20а) Марко је прочитао књигу. 
(20б) Књига је прочитана.
3. доживљавач се исказује граматичким (21, 22) или логичким субјектом (23);
(21) Марија је видела лепу хаљину.
(22) Марија се напокон заљубила.
(23) Пери се спава.
4. носилац стања или особине се исказује граматичким субјектом (24); 
(24) Пера је вредан.
5. средство се исказује прилошком одредбом за средство или начин (25);
(25) Ударио га је ногом.
6. проузроковач стања се исказује субјектом (26а) или посебном одредбом за исказивање проузроковача стања (26б); 
(26а) Земљотрес је све сравнио са земљом.
(26б) Све се тресло од земљотреса.
7. реципијент се исказује неправим објектом;
(27) Поклонила сам јој књигу за рођендан.
8. бенефицијар / малефицијар се исказује реченичним конституентом за који у нашој литератури не постоји устаљен термин.
(28) Изгорела ми је кућа.

## Мисаоно и језичко представљање ситуације
Реална ситуација [РС] може се мисаоно, па онда и језички, представити на различите начине (нпр. узимајући у обзир све учеснике или избацујући неке). Како ће се она језиком представити зависи од тренутне комуникативне сврхе и намере говорника. Језичко представљање ситуације [ЈПС] огледа се у граматичким конструкцијама које су притом употребљене.
РС: МИКА ЈЕ РАЗБИО ПРОЗОР ЛОПТОМ.
У реалној ситуацији Мика је агенс, прозор је пацијенс, а лопта средство којим је агенс деловао на пацијенса.
ЈПС1: МИКА ЈЕ РАЗБИО ПРОЗОР ЛОПТОМ.
Ситуација је приказана са свим својим учесницима (Мика је агенс, прозор је пацијенс, а лопта је средство којим агенс мења стање пацијенса). Агенс је означен субјектом, пацијенс правим објектом, а средство прилошком одредбом за средство радње.
ЈПС2: ЛОПТА ЈЕ РАЗБИЛА ПРОЗОР.
Ситуација је приказана без Мике. Лопта више није средство – јер нема агенса чије би то било средство, него је (непосредни) проузроковач стања. Као проузроковач стања има елеменат агентивности, те је добила функцију субјекта.
ЈПС3: ПРОЗОР ЈЕ (ЈУЧЕ) РАЗБИЈЕН.
Ситуација је приказана са само једним учесником, а то је прозор, чије се стање износи као производ прошле акције – а он је био трпилац те акције (пацијенс). Иако агенс није приказан, постоји идеја о томе да је акцију неко извршио. Ситуација је представљена пасивном реченицом: пацијенс има функцију субјекта, а глагол стоји у партиципском пасиву.
Представа о прошлој акцији може сасвим избледети, тако да остаје само стање (разбијен) – па се у том случају конструкција интерпретира као копулативна: Прозор је разбијен (и прљав). Прозор је у том случају носилац стања.
ЈПС4: ПРОЗОР СЕ РАЗБИО.
Ситуација се представља тако као да је прозор спонтано претрпео промену стања – агенс не постоји ни као идеја. Граматички се то огледа у употреби повратног глагола разбити се, а прозор је означен субјектом.